# Secondo (pugilato)
Il secondo è, nel pugilato, l'assistente del pugile.

## Definizione
Il termine secondi indica gli assistenti del pugile, il suo allenatore e al massimo altre 3 persone del suo staff, delle quali solo una, indicata all'arbitro prima dell'inizio dell'incontro, al termine di ogni round ha facoltà di salire sul ring per rinfrescare l'atleta, curare eventuali ferite e dettare le strategie di combattimento. Se uno dei secondi sale sul ring mentre l'incontro è in corso di svolgimento il match viene sospeso e la vittoria è assegnata per squalifica al pugile avversario.
Un noto caso avvenne nel 1995, quando la sfida di Mike Tyson e Peter McNeeley fu interrotta quando l'assistente di quest'ultimo entrò nell'arena: l'arbitro assegnò, di conseguenza, la vittoria ad Iron Mike.

### «Fuori i secondi»
L'espressione «fuori i secondi» viene usata dallo speaker per invitare i secondi a scendere dal ring, prima che il gong dia inizio alla lotta.